# Čitluk
För andra betydelser, se Čitluk (olika betydelser).
Čitluk (lyssna (fil), kyrilliska: Читлук) är en ort i kommunen Čitluk i kantonen Hercegovina-Neretva i sydvästra Bosnien och Hercegovina. Orten ligger cirka 16 kilometer sydväst om Mostar. Čitluk hade 3 312 invånare vid folkräkningen år 2013.
Av invånarna i Čitluk är 98,85 % kroater, 0,12 % albaner, 0,03 % bosniaker, 0,03 % serber och 0,03 % slovener (2013).
I närheten av Čitluk ligger orten Međugorje som har en helgedom tillägnad jungfru Maria och är ett internationellt populärt pilgrimsmål.